# Batalha de Göhrde
A Batalha de Göhrde foi travada em 16 de setembro de 1813 perto de Göhrde, na Alemanha, como parte dos eventos maiores da Guerra da Sexta Coalizão, nas Guerras Napoleônicas.
Uma força combinada de tropas liderada pelo General Ludwig von Wallmoden-Gimborn, composta por uma mistura de contingentes do Império Russo, do Reino da Prússia e do Reino Unido, atacou uma brigada de tropas francesas sob o comando do General Marc Nicolas Louis Pécheux que havia ficado isolada do corpo principal de seu exército: as unidades de Pécheux, superadas numericamente, foram derrotadas e colocadas em debandada, perdendo um terço de seus homens.

## Antecedentes
O principal teatro de guerra na campanha alemã de 1813 foi a Saxônia e as áreas de Brandemburgo e Silésia que faziam fronteira com ela, onde o Grande Exército de Napoleão Bonaparte se viu enfrentando as principais forças da Sexta Coalizão antifrancesa. Um teatro secundário de guerra, no entanto, foi a região do baixo rio Elba, no norte da Alemanha: aqui, as forças francesas do marechal Louis Nicolas Davout protegeram o flanco norte de Napoleão, mantendo as importantes fortalezas de Hamburgo e Magdeburgo e contendo o exército multinacional do general russo Ludwig von Wallmoden-Gimborn, composto por uma mistura bastante heterogênea de tropas russas, prussianas e britânicas (incluindo um contingente da Legião Alemã do Rei ou KGL) e milicianos de Hanover.
O objetivo de Wallmoden era manter os franceses bloqueados em Hamburgo e impedi-los de interferir nas operações em andamento na Saxônia; Davout tinha uma força numericamente superior, mas teve que destacar muitos homens para guarnecer suas fortalezas e, acima de tudo, faltavam-lhe, como ao resto do Grande Armée, unidades de cavalaria para realizar missões de reconhecimento e coleta de informações. Após a retomada das hostilidades depois da cessação do armistício de Pleiswitz, em 24 de agosto de 1813, os dois lados se enfrentaram em uma série de escaramuças e pequenos confrontos sem muitos resultados; finalmente, no início de setembro, Davout recuou para uma posição fortificada nas proximidades de Ratzeburg.
Este movimento foi confundido por Wallmoden como uma tentativa de Davout de deixar a área de Hamburgo e seguir para a Saxônia via Magdeburg, após o general russo mover suas forças para Dömitz, na margem direita do Elba, entre 5 e 6 de setembro; Davout, no entanto, não tinha intenção de deixar Hamburgo e, depois de esperar em vão por novos movimentos franceses, em 10 de setembro o exército da coalizão rumou para Hagenow em busca de informações. Aqui, Wallmoden recebeu alguns despachos franceses capturados por uma patrulha cossaca, segundo os quais uma força destacada do exército de Davout avançou para a margem esquerda do Elba para limpar a área de bandos de guerrilheiros alemães e restabelecer comunicações seguras entre Hamburgo e Magdeburg.
Em 14 de setembro, Wallmoden então liderou suas tropas de volta para Dömitz, cruzou o Elba e seguiu para Dannenberg em busca dos franceses; estes últimos, sob o comando do general Marc Nicolas Louis Pécheux, marchavam de Lüneburg, submetidos a constantes ataques dos cossacos russos: em 15 de setembro, Pécheux assumiu uma posição defensiva na colina Steinker, entre as aldeias de Göhrde e Nahrendorf. Depois de esperar em vão que os franceses se movessem mais para o sul e de os emboscar ao longo do caminho, em 16 de setembro Wallmoden decidiu então avançar em direção ao inimigo.

## A batalha
Pécheux comandou uma brigada de pouco mais de 3.000 homens, divididos entre cinco batalhões de infantaria, uma companhia de 80 caçadores montados e uma bateria de artilharia de 6 peças. Wallmoden comandou uma força muito maior, totalizando 9.000 soldados de infantaria, 3.200 de cavalaria e 38 peças de artilharia, divididas em duas colunas: a primeira coluna era composta pela divisão do general Wilhelm von Arentschildt (seis batalhões de infantaria, quatro esquadrões de hussardos e uma bateria de artilharia, todas as unidades da Legião Russo-Alemã), a segunda era composta pela força de vanguarda do general Friedrich Karl von Tettenborn (dois batalhões de infantaria e cinco esquadrões de cavalaria da milícia prussiana, bem como três regimentos cossacos) e a divisão do general James Frederick Lyon (cinco batalhões hanoverianos, um batalhão britânico e uma bateria de artilharia); Na reserva estava uma brigada de cavalaria sob o comando do general Wilhelm von Dörnberg (cinco esquadrões de hussardos do KGL, três esquadrões de hanoverianos e duas baterias de artilharia).

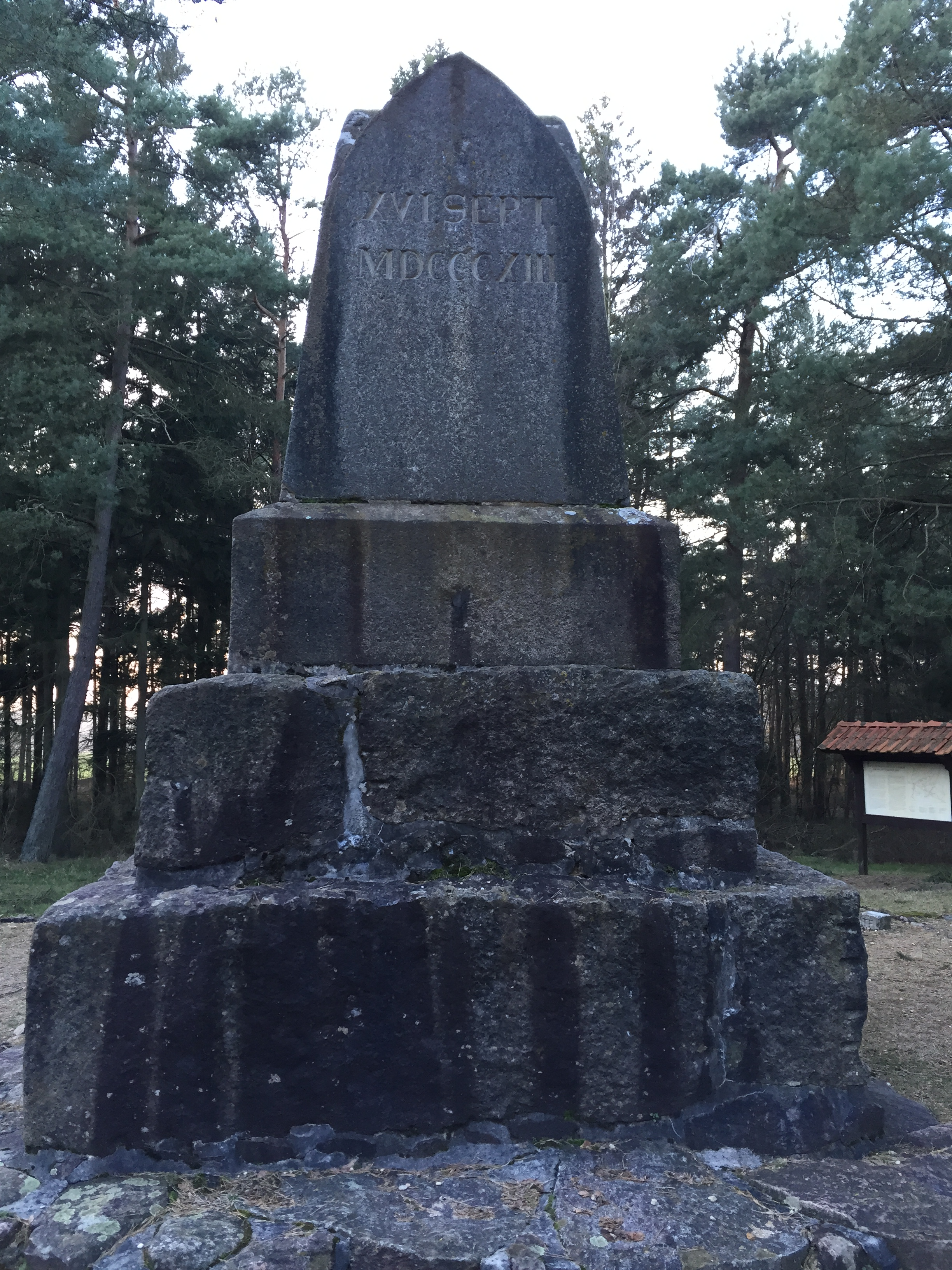
O memorial moderno dedicado à batalha.

A coluna de Arentschildt partiu às 12h15 do dia 16 de setembro através dos bosques que cobriam a região, seguida uma hora depois pela segunda coluna liderada pelo próprio Wallmoden; os cossacos da vanguarda rapidamente colocaram em fuga os piquetes de infantaria franceses posicionados na floresta, deixando Pécheux incerto sobre a linha de avanço do inimigo. Depois de tomar a floresta, Tettenborn posicionou sua força avançada na borda deles, em frente à posição mantida por Pécheux; o Batalhão Lützow da milícia prussiana então partiu para o ataque com o apoio da cavalaria e da artilharia. Apesar do apoio dos poucos caçadores montados à disposição de Pécheux, o batalhão francês que se opunha aos prussianos foi derrotado após uma pesada batalha, durante a qual o comandante do batalhão prussiano, o Major Adolf von Lützow, foi ferido. Os dois batalhões prussianos tentaram então um ataque às colinas ocupadas pelo corpo principal dos franceses, mas, em menor número, foram repelidos por fogo inimigo pesado e recuaram para o bosque.
Por volta das 16h, o restante das unidades de Wallmoden chegou ao campo de batalha: marchando em direção ao som dos tiros, as divisões de Lyon e Arentschildt chegaram em apoio a Tettenborn, movendo-se pelos flancos da posição francesa e imediatamente abrindo fogo com artilharia. Temendo ser cercado, Pécheux ordenou uma retirada; a brigada de cavalaria de Dörnberg tentou atacar os franceses em retirada, mas o ataque foi um fracasso: alguns dos cavaleiros acabaram atolados em um pântano, enquanto o resto foi repelido pela artilharia inimiga. Às 17h30, Wallmoden enviou a infantaria de Lyon para o ataque: os franceses se posicionaram em cinco quadrados e repeliram as forças da coalizão após um duro confronto, continuando sua retirada na direção de Eichdorf.
A divisão de Arentschildt então se moveu para cortar a retirada do inimigo: a infantaria de Arentschildt atacou duas companhias francesas entrincheiradas na vila de Oldendorf enquanto sua artilharia bombardeava a coluna de Pécheux, forçando-a a mudar de direção. Várias centenas de franceses foram cercados e feitos prisioneiros pelos hussardos russo-alemães, embora a escuridão tenha permitido que Pécheux retirasse a maior parte de seus homens do campo de batalha. Os soldados de Wallmoden, exaustos pela luta árdua, desistiram da perseguição.

## Consequências
A brigada francesa saiu da batalha de Göhrde debilitada, deixando mais de 1.000 homens no campo de batalha; metade deles caiu prisioneira das forças da coalizão, cujo saque também consistiu em uma bandeira, seis canhões e 16 vagões de munição. A força de Wallmoden perdeu 32 oficiais e 526 homens mortos ou feridos.
A inexperiência tática dos seus oficiais e de grande parte das suas tropas, que se inclinavam a lançar um ataque sem avaliar demasiado a situação e sem coordenar com as unidades vizinhas, não permitiu a Wallmoden obter maior sucesso. Göhrde permaneceu como a única batalha campal de alguma importância no teatro de guerra do baixo Elba: após saber da derrota decisiva sofrida por Napoleão na Batalha de Leipzig, Davout recuou para a fortaleza de Hamburgo, onde no início de dezembro foi sitiado pelas forças da coalizão.